# Cordino EC
Cordino EC is een Braziliaanse voetbalclub uit Barra do Corda in de staat Maranhão. 

## Geschiedenis
De club werd opgericht in 2010 en speelde een jaar later al in de hoogste klasse van het Campeonato Maranhense, waar ze vijfde werden. In 2012 speelde de club de finale van het tweede toernooi, die ze verloren van Sampaio Corrêa. De volgende twee jaar gingen ze er tegen dezelfde club in de halve finale uit. Nadat ze zich in 2015 niet konden plaatsen voor de tweede fase slaagden ze er in 2016 wel in beide keren in, ze verloren daar telkens van Moto Club.